# Хедбенгинг
Хедбенгингът (англ. Headbanging) представлява яростно люлеене на главата в такт с музиката, обикновено за да се развява дългата коса напред и назад. Понякога това се прави от музикантите на сцената, най-често при изпълнение на рок музика: пънк и хевиметъл.

## Произход
Произходът на хедбенгинга е спорен. Възможно е терминът хедбенгър да е измислен по време на първото турне на Лед Цепелин в САЩ през 1969., когато при едно шоу публиката от първия ред започва да си клати ритмично главите към сцената в такт с музиката.
Ози Озбърн и Гийзър Бътлър от Блек Сабат са измежду първите хедбенгъри, както може да се види на концерта им в Париж през 1970 г. .
Практиката на хедбенгинг е популяризирана от китариста на AC/DC Ангъс Йънг

## Здравни проблеми
През 2005 китаристът Тери Балсамо пострадал от инсулт, за който лекарите смятат, че може да е предизвикан от чест хедбенгинг.
През 2007 г. ирландската певица и бивш вокал на Молоко Ройшийн Мърфи наранява окото си по време на хедбенгинг при удар в стол на сцената изпълнявайки песента „Примитивно“ 
През 2009 г. басистът и вокалист на Слейър Том Арая изпитва гръбначни проблеми и претърпява операция на вратните прешлени заради агресивния си хедбенгинг.
В медицинската литература могат да се намерят съобщения, свързващи изпълняването на хедбенгинг с мозъчни аневризми и хематоми, а също увреждания на вратните артерии снабдяващи с кръв мозъка: базиларната артерия, каротидната артерия и вертебралната артерия.
Няколко случая свързват хедбенгинга със субдурален хематом понякога фатален, и медиастинален емфизем.
Изследване сравняващо юноши по време на танцов маратон показва, че при тези изпълняващи хедбенгинг то е свързано с болки в различни части на тялото и най-често врата, които се описват с известното не строго медицинско понятие „камшичен удар“ .